# David Davis Cámara
David Davis Cámara (* 25. Oktober 1976 in Santa Maria de Palautordera, Spanien) ist ein spanischer Handballtrainer äquatorial-guineischer Abstammung. Als aktiver Handballspieler wurde der Rechtshänder im Angriff auf Linksaußen und bei einer 5-1 Deckung in der vorgezogenen Abwehrposition eingesetzt. 

## Vereinskarriere
Mit BM Granollers gewann Davis 1995 den EHF-Pokal. Anschließend wechselte er für jeweils ein Jahr zu Naranco Oviedo und SD Teucro. 1997 unterschrieb er beim Aufsteiger BM Altea. Von 1999 bis 2005 lief er für BM Valladolid auf, mit dem er 2003 die Copa ASOBAL und 2005 die Copa del Rey gewann. 2000 erreichte er das Endspiel im City-Cup und 2004 das Finale im Europapokal der Pokalsieger. Seine erfolgreichste Zeit kam beim Spitzenklub BM Ciudad Real bzw. dem Nachfolger BM Atlético de Madrid, mit dem er u. a. dreimal die EHF Champions League, viermal die spanische Meisterschaft und dreimal den Super Globe gewann. Nach der Saison 2012/13 beendete er seine Karriere. Kurz darauf wurde er für einige Spiele vom portugiesischen Verein FC Porto reaktiviert.

## Auswahlmannschaften
Seinen ersten Einsatz für eine spanische Auswahl absolvierte er am 31. März 1994 mit der Jugendnationalmannschaft. Mit dieser gewann er die U-18-Europameisterschaft 1994. Für Spaniens Jugendauswahl warf er 40 Tore in 18 Partien.
Am 4. Januar 1996 war er erstmals für die Juniorenauswahl aktiv. Mit ihr spielte er bei der U-20-Europameisterschaft 1996, bei der er die Silbermedaille gewann, sowie bei der U-21-Weltmeisterschaft 1997. Insgesamt war er in 38 Spielen eingesetzt und warf darin 94 Tore.
Am 12. Januar 2001 debütierte Davis für Spaniens A-Auswahl in einem Spiel beim Torneo Internacional de España 2001 in Saragossa gegen die norwegische Auswahl. Bis zum 2. November 2008 bestritt er insgesamt 93 Länderspiele, in denen er 132 Tore erzielte. Er nahm mit der A-Auswahl an der Weltmeisterschaft 2001, der Weltmeisterschaft 2005, den Mittelmeerspielen 2005, der Europameisterschaft 2006, am World Cup 2006, der Weltmeisterschaft 2007, der Europameisterschaft 2008 und den Olympischen Spielen 2008 teil.
Bei der Weltmeisterschaft 2005 sowie den Mittelmeerspielen 2005 gewann er die Goldmedaille mit den Spaniern, bei der Europameisterschaft 2006 die Silbermedaille und bei Olympia 2008 die Bronzemedaille.

## Trainer
Im März 2014 wurde Davis neuer Co-Trainer des mazedonischen Vereins RK Vardar Skopje. Im Februar 2016 wechselte Davis zur Frauenmannschaft ŽRK Vardar SCBT, wo er ebenfalls als Co-Trainer aktiv war. Im November 2016 übernahm er das Traineramt von ŽRK Vardar SCBT. Im März 2017 beendete er seine Tätigkeit als Trainer der Damenmannschaft und kehrte bei der Herrenmannschaft von Vardar als Co-Trainer zurück.
Im Mai 2018 wurde bekannt, dass Davis das Traineramt der ägyptischen Nationalmannschaft übernimmt.
Ab Oktober 2018 trainierte Davis den ungarischen Verein KC Veszprém. Um sich auf seine Tätigkeit als Vereinstrainer konzentrieren zu können, beendete er im Mai 2019 seine Tätigkeit als ägyptischer Nationaltrainer. Unter seiner Leitung gewann Veszprém 2019 die ungarische Meisterschaft sowie 2021 den ungarischen Pokal. Nachdem Veszprém das Finale um die ungarische Meisterschaft 2021 gegen Pick Szeged verloren hatte, wurde Davis von seinen Aufgaben entbunden.
Ab Dezember 2021 war er Cheftrainer von RK Vardar Skopje. Mit Vardar gewann er 2022 die Meisterschaft und den Pokal.
Ab Oktober 2022 betreute Davis den ägyptischen Spitzenklub al Ahly SC.
Ab Juli 2024 war er Cheftrainer des rumänischen Vereins Dinamo Bukarest. Nachdem Davis am Saisonende 2024/25 den Verein verlassen hatte, übernahm er erneut das Traineramt von al Ahly SC.

## Erfolge
als Spieler
- EHF Champions League 2006, 2008 und 2009
- EHF-Pokal 1995
- EHF Champions Trophy 2006, 2007 und 2009
- Super Globe 2007, 2010 und 2013
- Spanischer Meister 2007, 2008 und 2009
- Copa ASOBAL 2003, 2006, 2007 und 2008
- Copa del Rey 2005, 2008, 2011, 2012 und 2013
- Spanischer Supercup 2008, 2010 und 2012
- Weltmeister 2005
- Zweiter Platz bei der Europameisterschaft 2006
- Bronze bei den Olympischen Spielen 2008
- Gold bei den Mittelmeerspielen 2005
- Jugendeuropameister 1994
- Zweiter Platz bei der Junioren-Europameisterschaft 1996

als Trainer
- EHF Champions League 2017 (Co-Trainer)
- Nordmazedonischer Meister 2015 (Co-Trainer), 2022 (Trainer)
- Nordmazedonischer Pokalsieger 2015 (Co-Trainer), 2022 (Trainer)
- SEHA-Liga-Meister 2014 und 2017 (Co-Trainer)
- 8. Platz bei der Weltmeisterschaft 2019 mit Ägypten
- Ungarischer Meister 2019
- Ungarischer Pokalsieger 2021
- EHF-Champions-League-Finalist 2019
- Ägyptischer Meister 2023 und 2024
- Ägyptischer Supercupsieger 2023
- Afrikanische Champions League 2023
- Afrikanischer Supercup 2024